# Port lotniczy Moskwa-Wnukowo

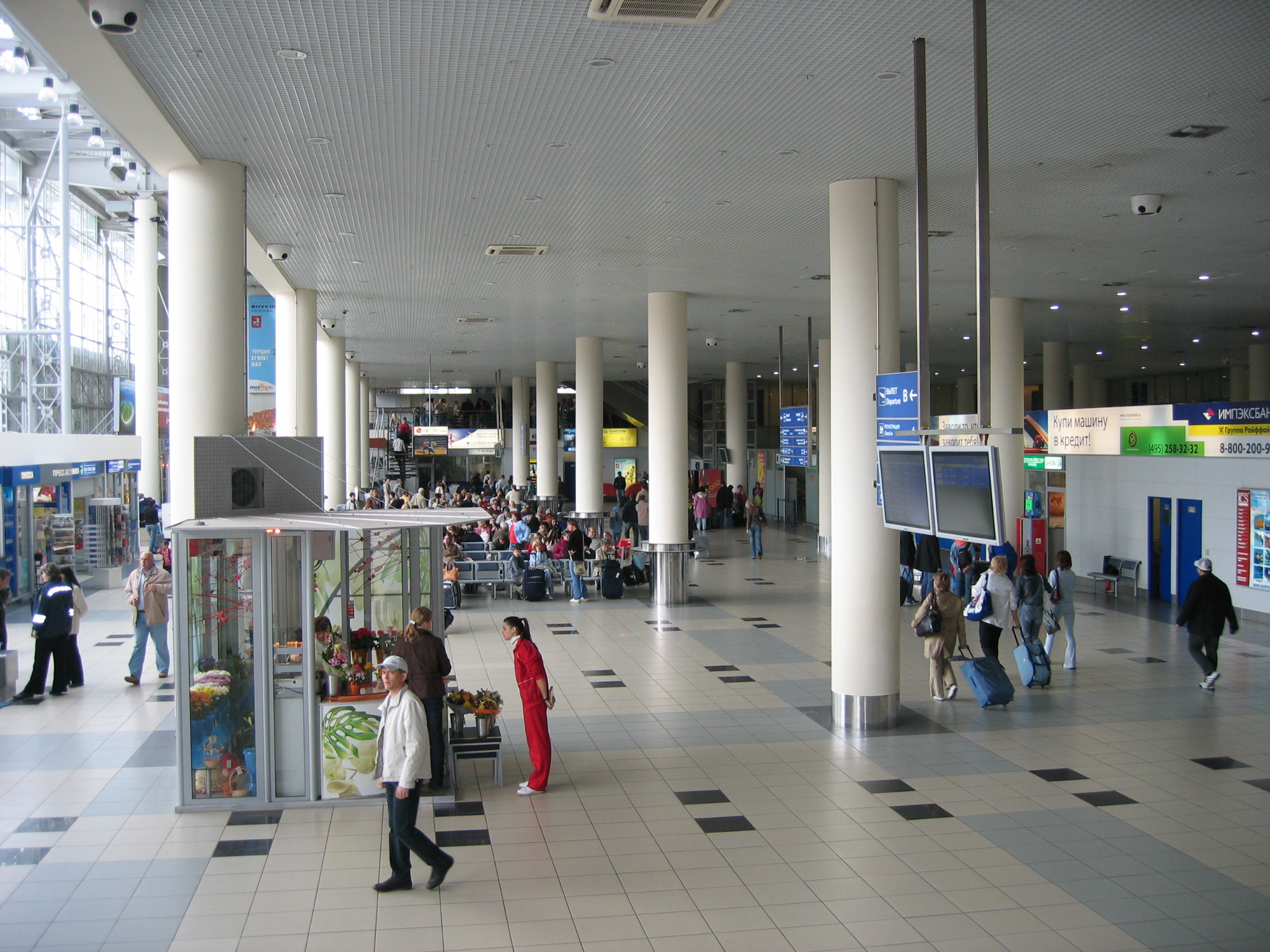
Hala główna terminalu międzynarodowego lotniska Wnukowo

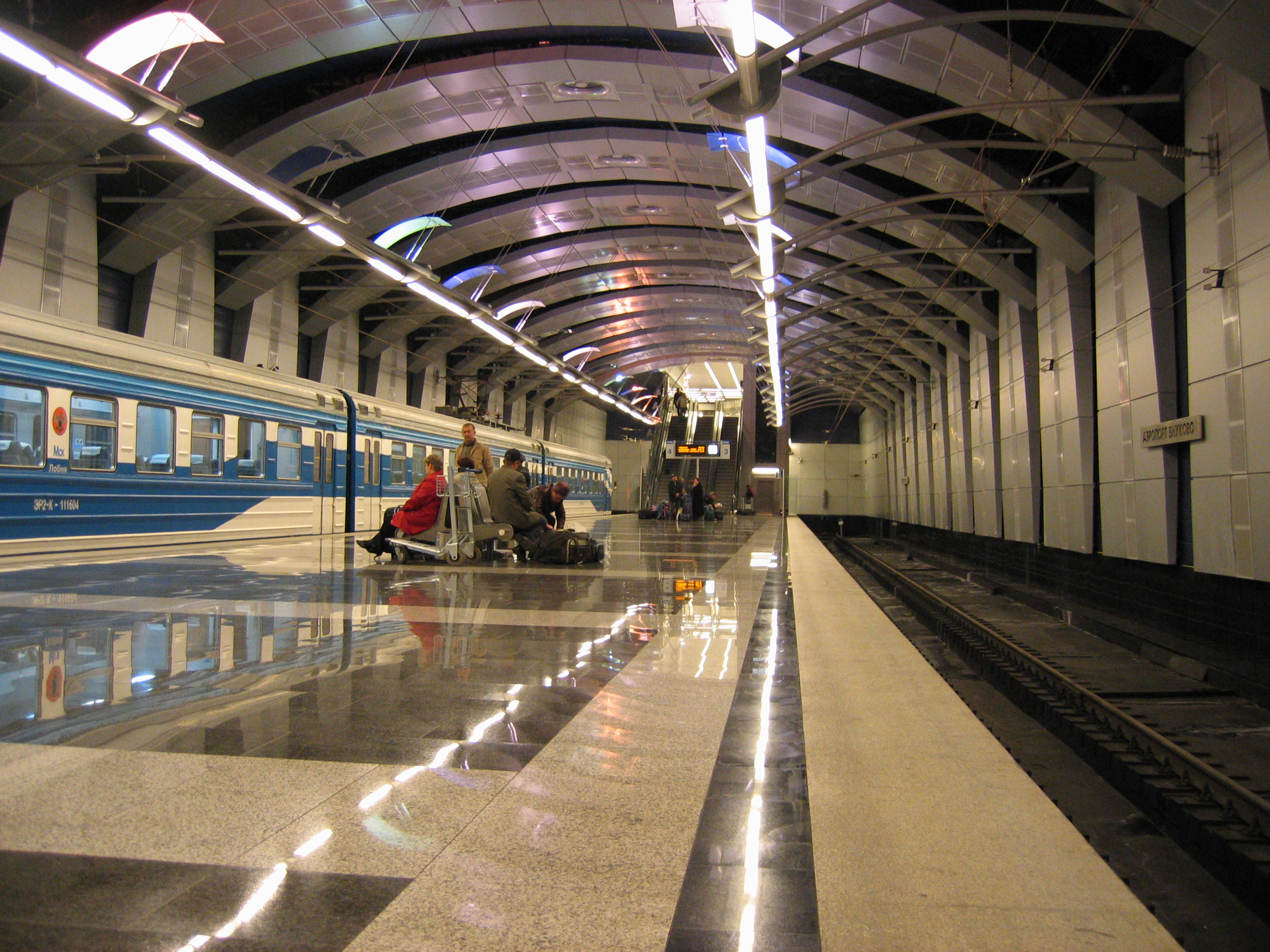
Stacja kolejowa

Port lotniczy Moskwa-Wnukowo (ros. Aэропорт Внуково, ang. Vnukovo Airport) (kod IATA: VKO, kod ICAO: UUWW) – trzecie co do wielkości przewozów pasażerskich lotnisko w Moskwie. Zlokalizowane jest 28 km od centrum miasta (choć formalnie znajduje się w jego granicach administracyjnych jako dzielnica-eksklawa Moskwy Wnukowo).

## Historia
Projekt lotniska zatwierdzono w 1937. Gdy starsze lotnisko „Pole Chodyńskie” okazało się za małe, przeniesiono tu 1 lipca 1941 cały lotniczy ruch pasażerski stolicy ZSRR.
W czasie wojny lotnisko używane było do celów wojskowych. Do przeniesienia w 1960 na Szeremietiewo większości lotów międzynarodowych Aerofłotu było to główne lotnisko obsługujące ruch międzynarodowy w ZSRR. Stąd 1956 odbyły swoje pierwsze pasażerskie loty Tupolew Tu-104 i Iliuszyn Ił-18. W 1961 odbył stąd swój pierwszy lot pasażerski do Chabarowska Tupolew Tu-114. Po podziale linii lotniczych Aerofłot w 1991 na mniejsze przedsiębiorstwa z samolotów stacjonujących na Wnukowie utworzono linię Vnukovo Airlines. Później przejęta ona została przez linie S7 Airlines (wcześniej znaną jako „Sybir”).
Od 2005 lotnisko połączone jest z centrum bezpośrednią linią kolejową – kursujące nią bezpośrednie pociągi kończą bieg na Dworcu Kijowskim.
21 października 2014 na lotnisku zginął Christophe de Margerie, szef koncernu Total.

## Linie lotnicze i połączenia
| Linia lotnicza              | Kierunek |
| --------------------------- | --- |
| Aero Nomad Airlines         | 1. Biszkek 2. Osz |
| Air Dilijans                | 1. Erywań |
| Azerbaijan Airlines         | 1. Baku |
| AZIMUT                      | 1. Batumi 2. Buchara 3. Fergana 4. Gandża 5. Stambuł 6. Namangan 7. Psków 8. Karszy 9. Taszkent 10. Tbilisi 11. Termez 12. Urgencz 13. Erywań |
| Azur Air                    | Sezonowe czartery: 1. Antalya 2. Bodrum 3. Kolombo 4. Hurghada 5. Pattaya 6. Phuket 7. Szarm el-Szejk 8. Erywań |
| Belavia                     | 1. Homel 2. Mińsk |
| Conviasa                    | 1. Caracas 2. Hawana |
| Flydubai                    | 1. Dubaj |
| FlyOne                      | 1. Erywań |
| Gazpromavia                 | 1. Bovanenkovo 2. Nadym 3. Nowy Urengoj 4. Nojabrsk 5. Tiumeń 6. Ufa 7. Jamburg 8. Jekaterynburg |
| Georgian Airways            | 1. Batumi 2. Tbilisi |
| IFly                        | 1. Sankt Petersburg 2. Soczi 3. Jekaterynburg |
| Iraqi Airways               | 1. Bagdad |
| Mahan Airlines              | 1. Teheran-Imam Khomeini |
| Pegasus Airlines            | 1. Stambuł-Sabiha Gökçen Sezonowo: 1. Ankara 2. Antalya 3. Bodrum 4. Dalaman 5. Gazipaşa 6. Izmir |
| Pobeda                      | 1. Abu Zabi 2. Antalya 3. Gornoałtajsk 4. Giumri 5. Stambuł 6. Stambuł-Sabiha Gökçen 7. Królewiec 8. Kurgan 9. Machaczkała 10. Mineralne Wody 11. Nowosybirsk 12. Perm 13. Pietrozawodsk 14. Sankt Petersburg 15. Samarkanda 16. Sarańsk 17. Saratów-Gagarin 18. Szarm el-Szejk 19. Soczi 20. Surgut 21. Taszkent (od 3 kwietnia 2024) 22. Tomsk 23. Tiumeń 24. Ufa 25. Ułan-Ude 26. Uljanowsk 27. Wołgograd 28. Jekaterynburg Sezonowo: 1. Bodrum 2. Dalaman 3. Dubaj 4. Gazipaşa |
| Qanot Sharq                 | 1. Taszkent |
| Rossija                     | 1. Sankt Petersburg |
| RusLine                     | 1. Tambow 2. Workuta |
| SCAT Airlines               | 1. Aktau 2. Ałmaty 3. Astana 4. Szymkent |
| Shirak Avia                 | 1. Erywań |
| Syrian Air                  | 1. Damaszek |
| Tailwind Airlines           | 1. Stambuł |
| Turkish Airlines            | 1. Antalya 2. Ankara 3. Stambuł |
| UTair Aviation              | 1. Baku 2. Buchara 3. Duszanbe 4. Fergana 5. Grozny 6. Królewiec 7. Kazań 8. Chanty-Mansyjsk 9. Kogałym 10. Krasnojarsk 11. Kurgan 12. Magas 13. Machaczkała 14. Mineralne Wody 15. Mińsk 16. Murmańsk 17. Nachiczewan 18. Narjan-Mar 19. Nojabrsk 20. Sankt Petersburg 21. Samara 22. Samarkanda 23. Soczi 24. Surgut 25. Syktywkar 26. Taszkent 27. Tiumeń 28. Ufa 29. Uchta 30. Usinsk 31. Władykaukaz 32. Jakuck 33. Erywań Sezonowo: 1. Biełojarskij                          |
| UVT Aero                    | 1. Bugulma 2. Kazań 3. Tobolsk |
| Uzbekistan Airways          | 1. Buchara 2. Fergana 3. Namangan 4. Navoiy 5. Nukus 6. Karszy 7. Samarkanda 8. Taszkent 9. Termez 10. Urgencz |
| Vologda Aviation Enterprise | 1. Wołogda |
| Yakutia Airlines            | 1. Machaczkała 2. Mineralne Wody 3. Nieriungri 4. Nowokuźnieck 5. Pewek 6. Sabietta 7. Soczi 8. Jakuck |
| Yamal Airlines              | 1. Tiumeń |